# نویشتادت ام ماین
نویشتادت ام ماین (به آلمانی: Neustadt am Main) یک شهر در آلمان است که در ماین-اشپسارت واقع شده‌است.